# مقراب أفق الحدث

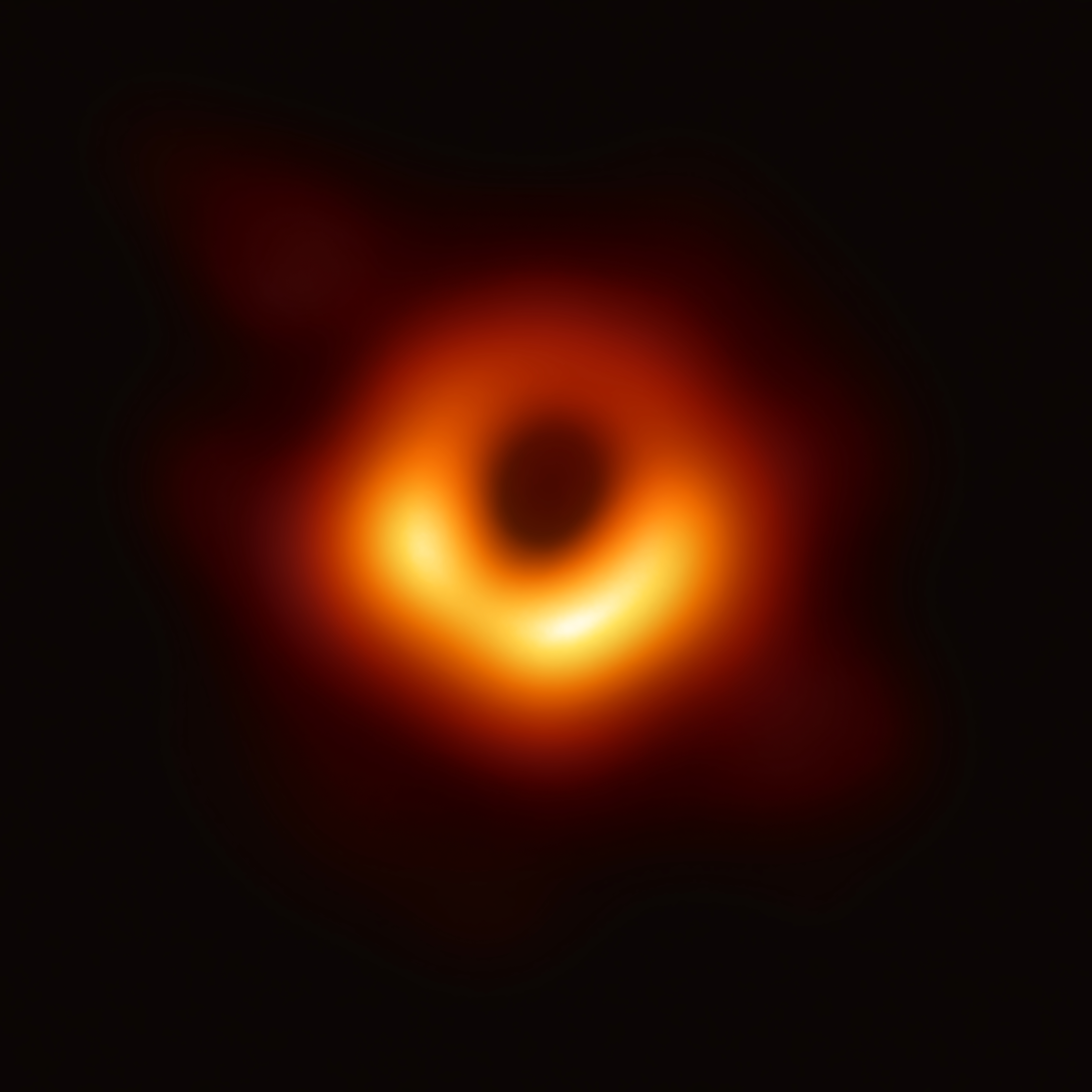
أول صورة لمحيط الثقب الأسود وقرصها المنهال عليه، وهو في مركز المجرة مسييه 87. نشرت الصورة في يوم 10 أبريل 2019.

مقراب أفق الحدث (بالإنجليزية: Event Horizon Telescope)‏ هو مشروع تعاون دولي يهدف إلى إنشاء منظومة كبيرة من المقاريب تتضمن شبكة عالمية من المقاريب الراديوية بالإضافة إلى جمع البيانات من العديد من محطات قياس التداخل طويلة المدى (VLBI) حول الأرض. الهدف هو مراقبة كل من الثقب الأسود الفائق المسمى الرامي A * والذي يقع في مركز درب التبانة، وكذلك الثقب الأسود الأكبر في وسط المجرة الإهليلجية العملاقة مسييه 87، مع دقة زاوية قادرة على مراقبة أفق الحدث للثقب الأسود.
في 10 أبريل 2019، تم نشر أول صورة للثقب الأسود داخل المجرة مسييه 87.
وفي 12 مايو 2022 تم نشرصورة الثقب الأسود الموجود في مركز مجرتنا. كما تم تحديد كتلته بدقة أكبر وتقدر بنحو 3و4 مليون كتلة شمسية.

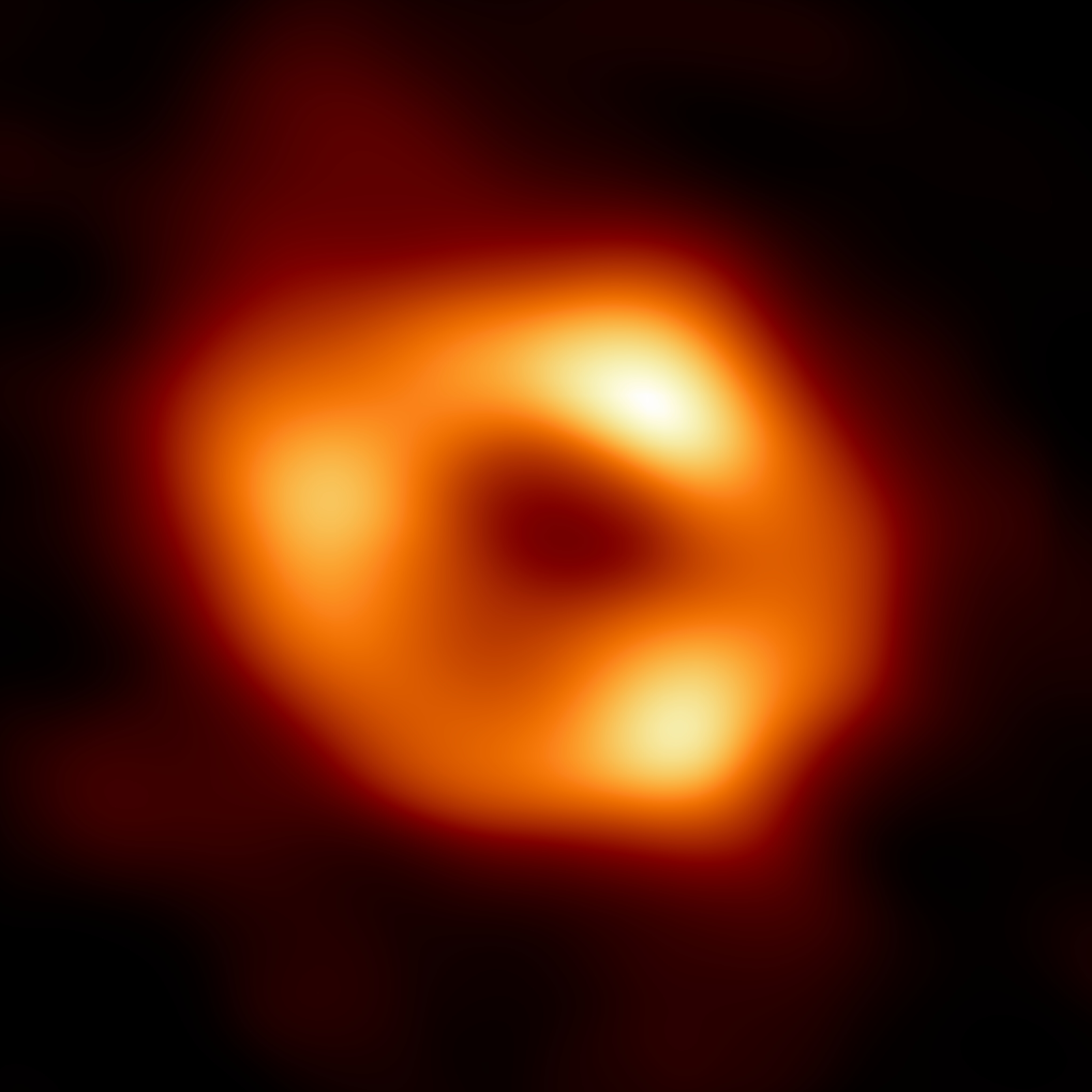
صورة الثقب الأسود Sagittarius *A الذي يقع في مركز مجرتنا. وكتلته تبلغ نحو 3و4 مليون كتلة شمسية. صورة حديثة صدرت في 12 مايو 2022.

]]

## نظرة عامة

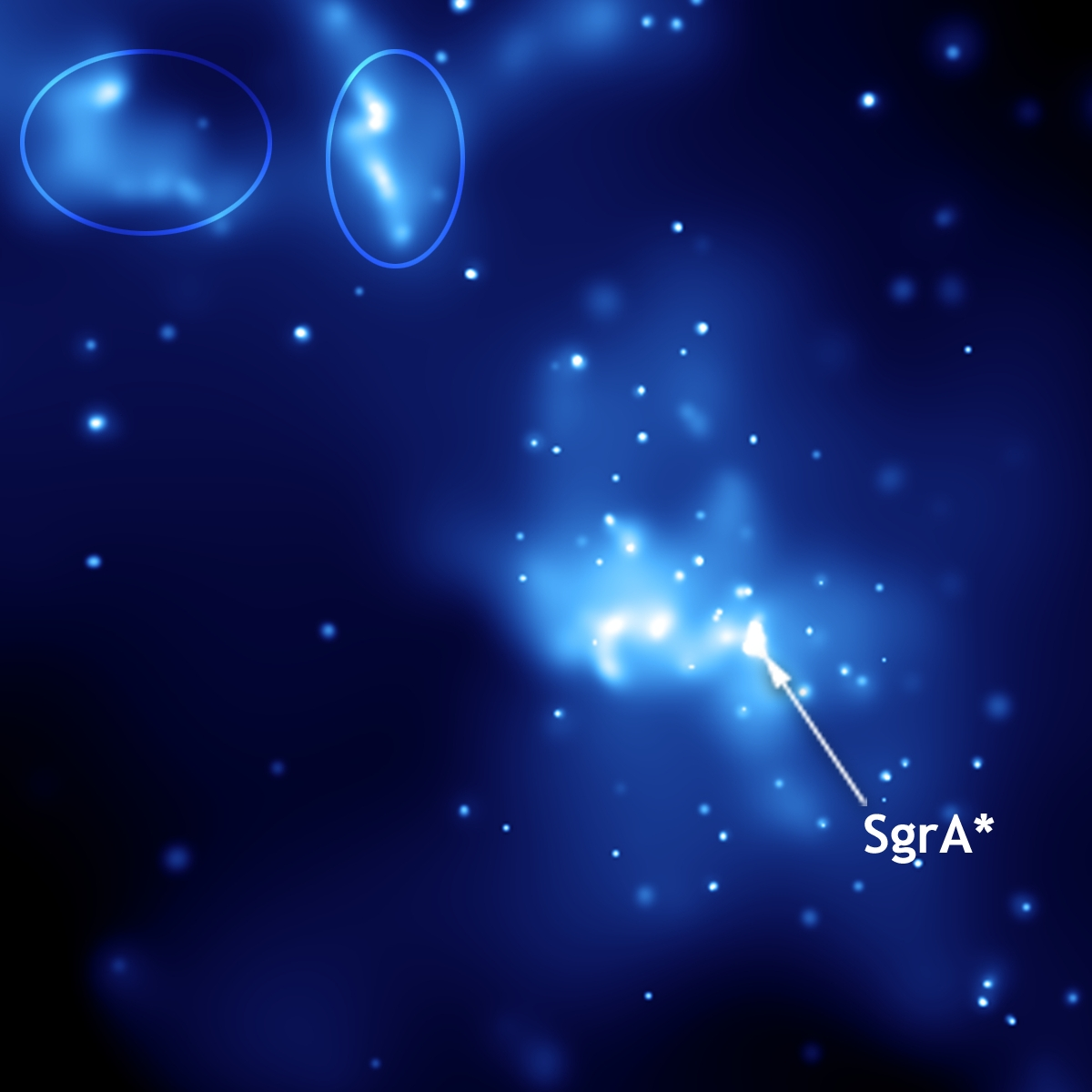
صورة للأشعة السينية اللينة لمجرة الرامي A* (في الوسط) ويظهر اثنين من أصداء الضوء الناتجة عن انفجار حديث (دائري).

يتكون تلسكوب أفق الحدث من العديد من المراصد الراديوية ومنشآت التلسكوب الراديوي في جميع أنحاء العالم لإنتاج ما يكافئ تلسكوب واحد عالي الدقة وعالي الحساسية. من خلال تقنية التداخل ذي خط الأساس الطويل جداً (VLBI)، يمكن استخدام العديد من هوائيات الراديو المستقلة والتي تبعد عن بعضها البعض مئات أو آلاف الأميال في تناغم لإنشاء تلسكوب افتراضي مع قطر فعال مقارب لقطر كوكب الأرض. يركز المشروع على تطوير ونشر لواقط ما دون المليميتر المزدوجة الاستقطاب، تطوير معاير الترددات بدرجة عالية من الاستقرار لتمكين التداخل ضمن تردادت 230-450 غيغاهرتز، وتطوير وحدات VLBI ذات النطاق الترددي العالي، المسجلات، بالإضافة إلى تشغيل مواقع VLBI فرعية جديدة.
كل عام منذ التقاط البيانات لأول مرة في عام 2006، ومجموعة التلسكوب تضيف المزيد من المراصد إلى شبكتها العالمية من التلسكوبات اللاسلكية. كان من المفترض أن يتم إنتاج الصورة الأولى للثقب الأسود الهائل في درب التبانة، القوس A *، في أبريل 2017،  ولكن بسبب إغلاق تلسكوب القطب الجنوبي خلال فصل الشتاء (من أبريل إلى أكتوبر)، أدى تأخير شحن البيانات إلى تأخير معالجتها إلى ديسمبر 2017وذلك عندما وصول شحنة البيانات.
يتم نقل البيانات التي تم جمعها على الأقراص الصلبة بالطائرة وذلك من التلسكوبات المختلفة إلى مرصد هايستاك ‏ في معهد ماساتشوستس للتكنولوجيا في ماساتشوستس، الولايات المتحدة الأمريكية، ومعهد ماكس بلانك لراديو الفلك، في بون، ألمانيا، حيث يتم ربط البيانات وتحليلها على شبكة حواسيب مكونة من قرابة 800 وحدة معالجة مركزية متصلة من خلال شبكة بسعة 40 Gbit/s.

## النتائج العلمية
أعلن المرصد عن نتائجه الأولى ضمن مؤتمرات صحفية متزامنة في جميع أنحاء العالم في 10 أبريل 2019. عرضت المؤتمرات الصحفية أول صورة مباشرة لثقب أسود، حيث ظهر الثقب الأسود الهائل في قلب المجرة ميسييه 87، وهي تبعد عنا 55 مليون سنة ضوئية. تم تقديم النتائج العلمية في سلسلة من ستة أوراق بحثية نشرت في المجلة الفيزيائية الفلكية.
اشتركت في تصوير تلك الصورة عدد هائل من التلسكوبات الرايوية متوزعة في جميع انحاء العالم، من ضمنها تلسكوب EHT، ومرصد ألما في تشيلي وبه 66 هوائ لالتقاط الموجات الراديوية الآتية من الثقب الأسود، والمرصد الأوروبي الجنوبي أيضا في تشيلي وتلسكوب IRAM ذو هوائي بقطر 30 متر في سييرا نيفادا بالقرب من غرناطة باسبانيا، وتلسكوب راديوي في القارة المتجمدة الجنوبية. استمرت القياسات في عامي 2017 - 2018 حيث كانت تلك التلسكوبات مزودة بساعات ذرية، ضرورية لتزامنية المشاهدات.
يرصد تلسكوب Event Horizon Telescope طول الموجات 3و1 مليمتر و 5و3 مليمتر، وانضم إليه في عام 2017 مرصد ألما وهو يرصد الموجات الراديوية لطول الموجة 5و3 مليمتر، مما رفع تباين تلسكوب EHT في الاتجاه الشمالي الجنوبي. هاذان المرصدان متشابكان ة مع المراصد الأخري المتوزعة في أربعة قارات، تعادل دقتها دقة تلسكوب واحد قطره 8000 كيلومتر. جمعت القياسات خلال عامي 2018/2017، حيث جمعت عدة بيتا بايت (1015 بايت) من البيانات وأرسلت إلى مركز البحوث بوسطن بالولايات المتحدة وإلى معهد ماكس بلانك لعلم الفلك الراديوي ببون، ألمانيا، لتجميعها وتحليلها.
توفر الصورة اختبارًا لنظرية النسبية العامة لألبرت أينشتاين في ظل ظروف متطرفة. سبق أن اختبرت الدراسات نظرية النسبية العامة من خلال متابعة حركات النجوم وسحب الغاز بالقرب من حافة الثقب الأسود. ومع ذلك، فإن صورة الثقب الأسود تعطي رؤية أوضح للأحداث ضمن مجال أقرب لأفق الحدث. تتنبأ النسبية بمنطقة تشبه الظل الداكن، بسبب انحناء الجاذبية وسقوط الضوء في الثقب، الأمر الذي يطابق الصورة المرصودة. قال باول تي بي هو، عضو مجلس إدارة المرصد: «بمجرد أن نكون متأكدين من أننا قمنا بتصوير الظل، يمكننا مقارنة ملاحظاتنا بنماذج الكمبيوتر الشاملة التي تشمل فيزياء الفضاء المشوه، والمواد المفرطة الإحماء والحقول المغناطيسية القوية. تتطابق العديد من ميزات الصورة الملتقطة مع فهمنا النظري بشكل مدهش».

## المؤسسات المساهمة

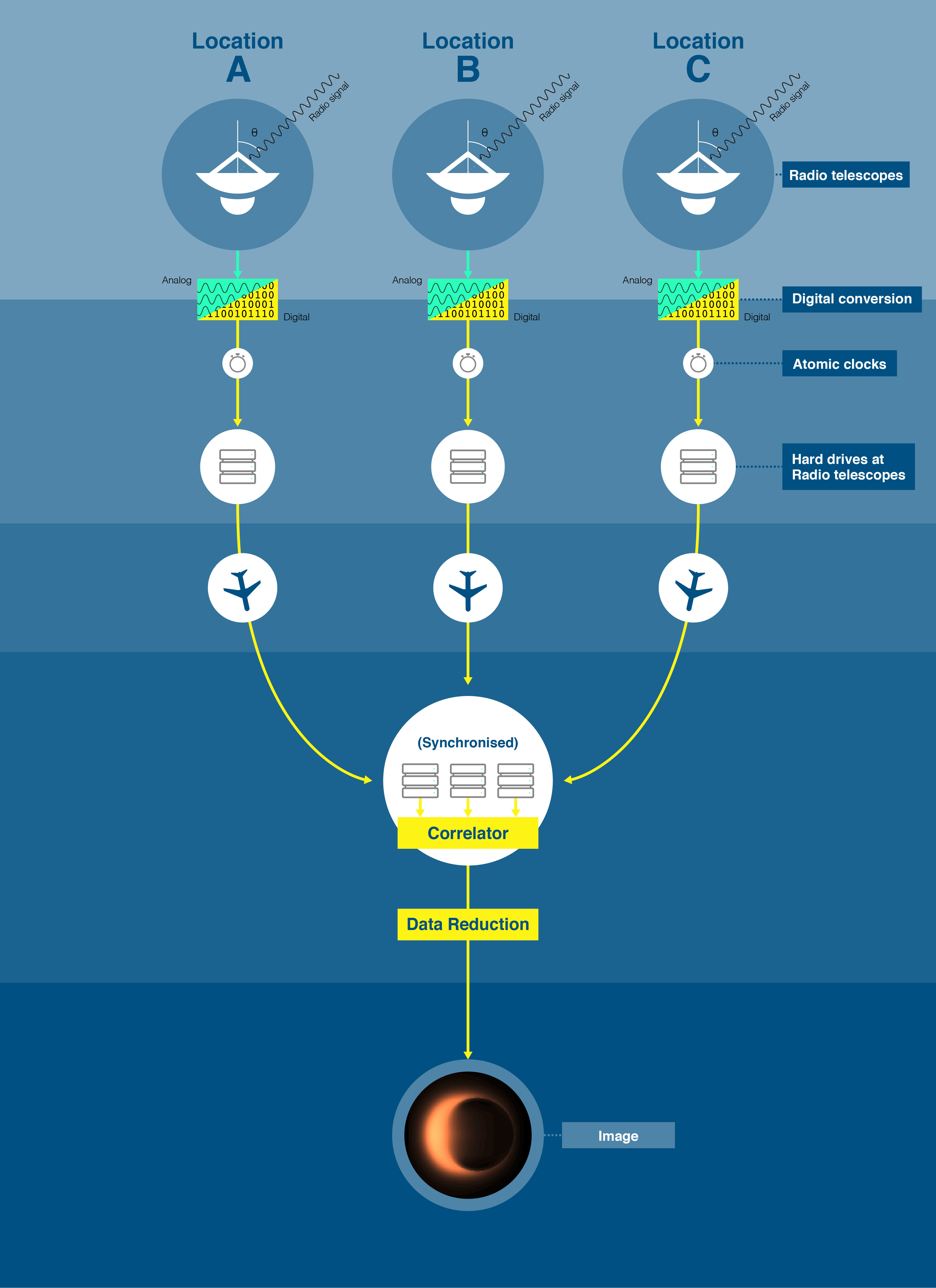
رسم تخطيطي لآلية عمل منظومة المراصد. كل هوائي، موزع على مسافات شاسعة، لديه ساعة ذرية دقيقة للغاية. يتم تحويل الإشارات التماثلية التي يجمعها الهوائي إلى إشارات رقمية وبعدها يتم تخزينها على الأقراص الصلبة مع إشارات الوقت التي توفرها الساعة الذرية. ثم يتم شحن الأقراص الصلبة إلى موقع مركزي لمزامنتها. يتم الحصول على صورة الملاحظة الفلكية من خلال معالجة البيانات التي تم جمعها من المواقع المتعددة.

بعض المؤسسات المساهمة هي:
- جامعة آلتو
- جامعة برانديز
- جامعة بوسطن
- مختبر لوس ألاموس الوطني
- معهد كاليفورنيا للتقنية
- المعهد الكندي للبحوث المتقدمة  [لغات أخرى]‏
- المعهد الكندي للفيزياء الفلكية  [لغات أخرى]‏
- الأكاديمية الصينية للعلوم
  - معهد فيزياء الطاقة العالية  [لغات أخرى]‏
  - المختبر الرئيسي لبحوث المجرات وعلم الكونيات
  - المختبر رئيسي لهيكلة تطور الأجرام السماوية
  - المختبر رئيسي لعلم الفلك الراديوي
  - مرصد شنغهاي الفلكي  [لغات أخرى]‏
  - مراصد يونان
- المعهد الجغرافي الوطني - إسبانيا  [لغات أخرى]‏
- جامعة شالمر للتكنولوجيا، مرصد اونسالا الفضائي  [لغات أخرى]‏
- Consejo Nacional de Ciencia y Tecnología
- جامعة كورنيل
- جوجل للبحث
- جامعة هيروشيما
- جامعة هواتشونغ للعلوم والتكنولوجيا
- الجامعة الوطنية المستقلة في المكسيك
- المجلس الأعلى للبحوث العلمية
- الجامعة الوطنية المستقلة في المكسيك
- المعهد الوطني للفيزياء الفلكية والبصريات والالكترونيات
- المعهد الوطني للفيزياء الفلكية (INAF) – معهد علم الفلك الراديوي في بولونيا  [لغات أخرى]‏، مركز ALMA الإقليمي الإيطالي
- المعهد الوطني للفيزياء النووية  [لغات أخرى]‏، نابولي
- المعهد المشترك ل VLBI في أوروبا
- جامعة كوجاكين للهندسة التكنولوجية
- المعهد الكوري للفلك وعلوم الفضاء  [لغات أخرى]‏
- جامعة لايدن، Allegro/مرصد ليدن  [لغات أخرى]‏
- معهد ماكس بلانك لفيزياء خارج الأرض
- جامعة نانجينغ
- المرصد الوطني الفلكي البصري
- المرصد الوطني للراديو الفلكي
- جامعة صن يات صن الوطنية  [لغات أخرى]‏
- جامعة تايوان الوطنية
- المنظمة الهولندية للبحث العلمي
- المدرسة الهولندية لأبحاث علم الفلك
- جامعة بكين
- جامعة رودس
- جامعة سيول الوطنية
- جامعة الأكاديمية الصينية للعلوم
- جامعة توهوكو
- جامعة الدراسات العليا للدراسات المتقدمة  [لغات أخرى]‏ (SOKENDAI)
- معهد الرياضيات الاحصائية  [لغات أخرى]‏
- جامعة طوكيو
- جامعة كونسبسيون
- جامعة بلنسية
- كلية لندن الجامعية، مختبر مولارد لعلوم الفضاء  [لغات أخرى]‏
- جامعة أمستردام
- جامعة كاليفورنيا (بركلي)
- جامعة كاليفورنيا (سانتا باربرا)
- جامعة إلينوي
- جامعة ماساتشوستس في أمهرست
- جامعة بريتوريا
- جامعة سانت بطرسبرغ الحكومية
- جامعة العلوم والتكنولوجيا في كوريا  [لغات أخرى]‏
- جامعة العلوم والتكنولوجيا في الصين
- جامعة تورنتو
- جامعة واترلو
- جامعة يونسي

## اقرأ أيضا
- الرامي A*

## روابط خارجية
- الموقع الرسمي
- "EHT Black Hole Picture", xkcd, 5 April 2019